# Coupeville (Washington)
Coupeville es un pueblo ubicado en el condado de Island en el estado estadounidense de Washington. En el año 2000 tenía una población de 1.723 habitantes y una densidad poblacional de 520,0 personas por km².

## Geografía
Coupeville se encuentra ubicada en las coordenadas 48°13′6″N 122°41′1″O / 48.21833, -122.68361.

## Demografía
Según la Oficina del Censo en 2000 los ingresos medios por hogar en la localidad eran de $33.938, y los ingresos medios por familia eran $47.721. Los hombres tenían unos ingresos medios de $33.235 frente a los $27.100 para las mujeres. La renta per cápita para la localidad era de $18.720. Alrededor del 11,4% de la población estaban por debajo del umbral de pobreza.